# Личинкоїд бурий

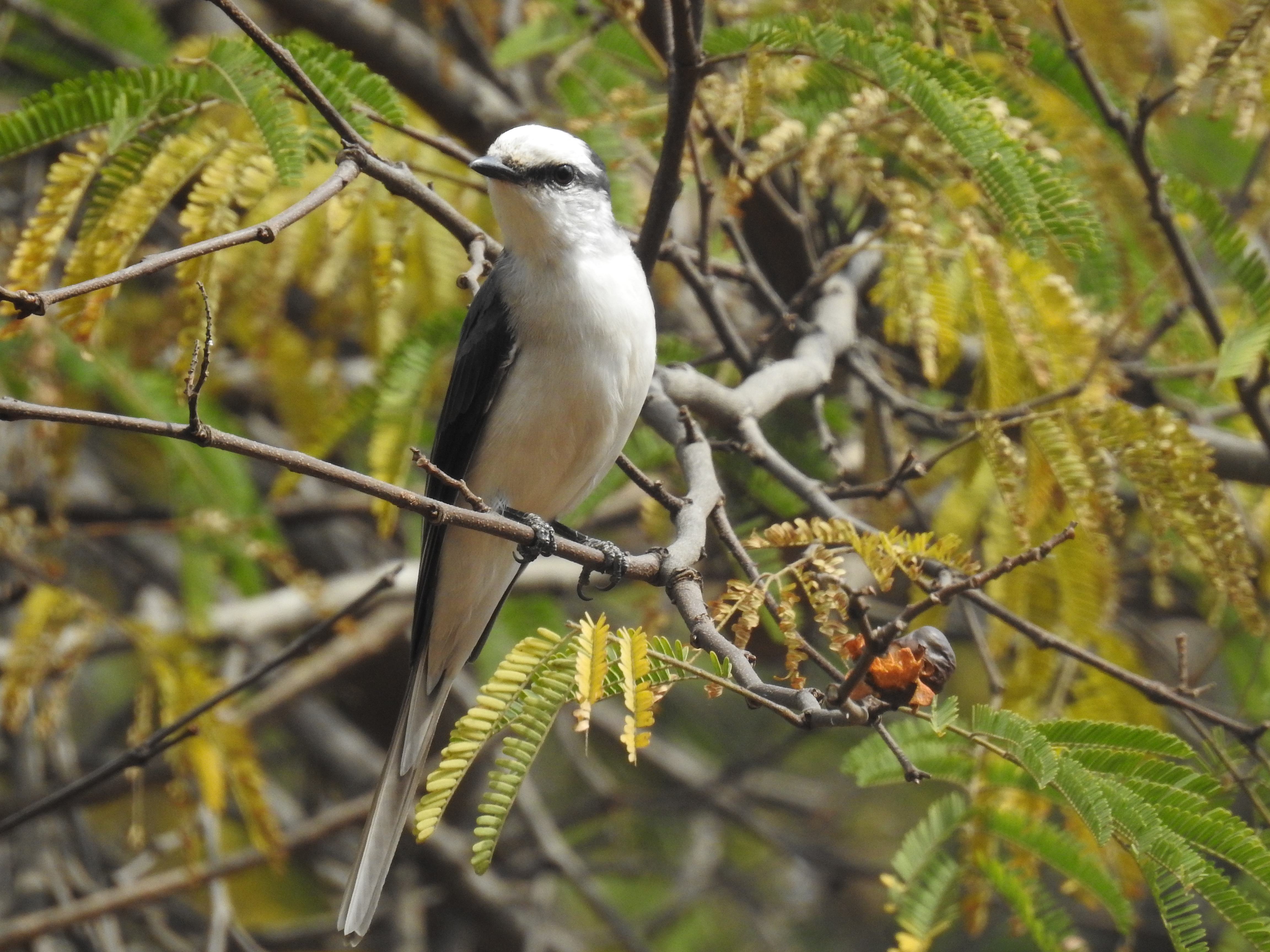
Бурий личинкоїд

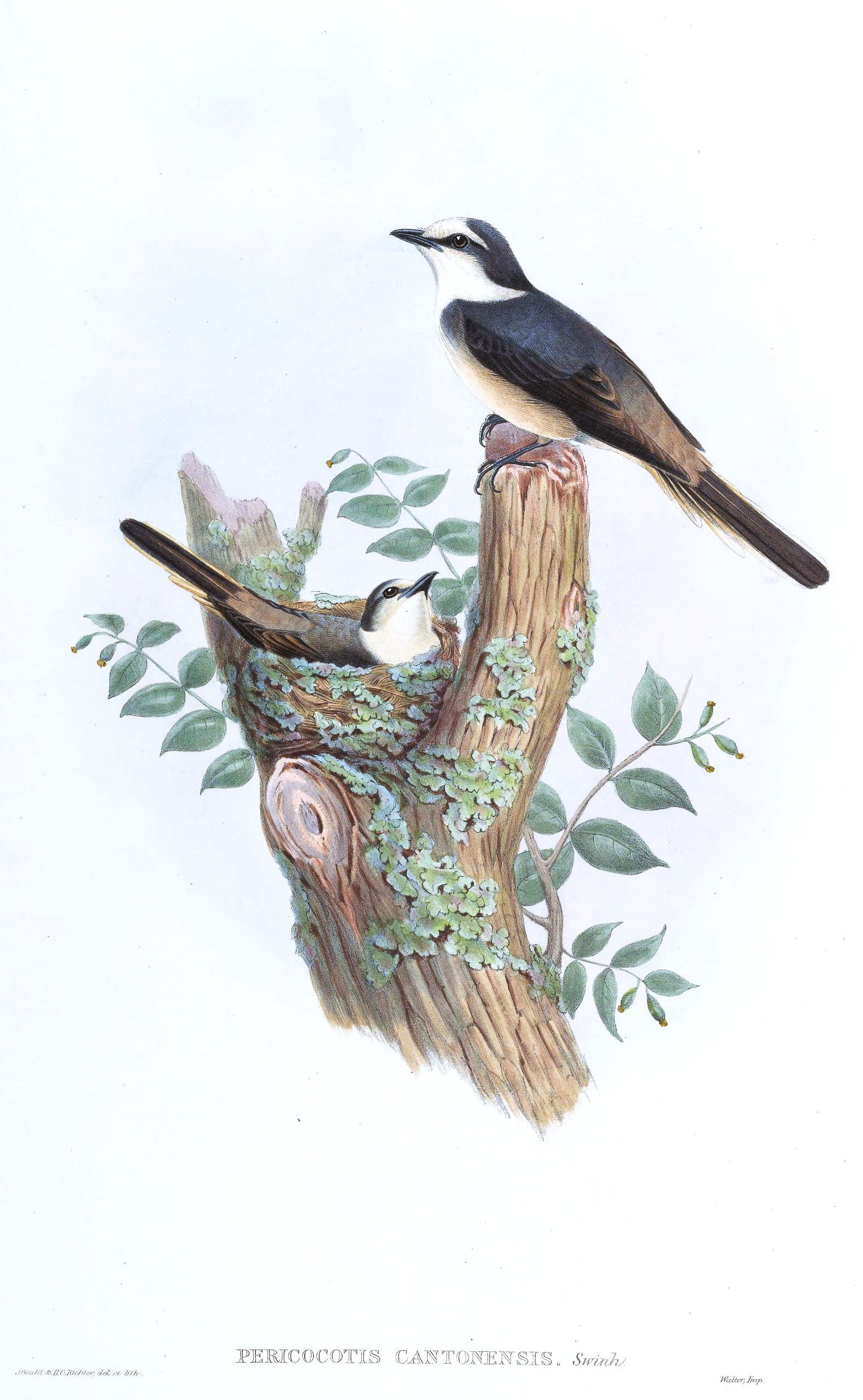
Бурі личинкоїди

Личинкоїд бурий  (Pericrocotus cantonensis) — вид горобцеподібних птахів родини личинкоїдових (Campephagidae). Гніздиться в Китаї, зимує у Південно-Східній Азії.

## Поширення і екологія
Бурі личинкоїди гніздяться в Центральному, Південному і Південно-Східному Китаї (від південного сходу Ганьсу і півдня Шеньсі на схід до півдня Гуйчжоу, Гуандуна і Фуцзяця). Взимку вони мігрують на південь, до південного Китаю (Юньнань), південної М'янми, Таїланду (на південь до перешийку Кра), Лаосу, В'єтнаму і Камбоджі. Во живуть у широколистяних і хвойних вічнозелених лісах. Зустрічаються на висоті до 1200 м над рівнем моря. Взимку утворюють великі зграї.